# NGC 3786
NGC 3786 is een balkspiraalstelsel in het sterrenbeeld Grote Beer. Het hemelobject werd op 10 april 1831 ontdekt door de Britse astronoom John Herschel.

## Synoniemen
- UGC 6621
- KCPG 295A
- MCG 5-28-8
- ZWG 157.9
- MK 744
- VV 228
- KUG 1137+321
- Arp 294
- PGC 36158